# Pomatinus substriatus
Pomatinus substriatus is een keversoort uit de familie ruighaarkevers (Dryopidae). De wetenschappelijke naam van de soort werd in 1806 gepubliceerd door Philipp Wilbrand Jacob Müller.